# Miguel Antonio Mutiozábal Arrillaga
Miguel Antonio Mutiozábal Arrillaga (Orio, Guipúzcoa, 17 de enero de 1853 - Orio, 11 de diciembre de 1931) fue un constructor naval guipuzcoano, último representante de la poderosa dinastía de los Mutiozábal.

## Biografía
Era hijo del constructor naval José Manuel Mutiozábal Achega (nacido en Usúrbil) y de su mujer Dominica Antonia Arrillaga. Preocupados por la formación técnica de su hijo, con apenas doce años estaba estudiando en Vitoria, y con veinte pasó a la ciudad francesa de Bayona para perfeccionar sus conocimientos navales. Tras aprobar en Ferrol en noviembre de 1875 la plaza de arqueador de buques, que ejerció pocos meses para pasar, tras la muerte de su padre en 1876, a hacerse cargo del astillero Uriberri.
Casado en 1891 con Luciana Andrea Echeveste, natural de San Sebastián, enviudó al fallecer Luciana tras dar a luz a la primera hija del matrimonio. Volvió a casarse en 1899 con María Joaquina Jacoba Beraza, natural de Tolosa, y con la que tuvo otros cuatro hijos.
Trabajó toda su vida en los dos astilleros de la familia, el Uriberri, en Usúrbil, y el de Orio. De ellos salió el primer vapor fabricado en un astillero vasco, el Ugarte 2.

## Actividad política
La actividad política de Miguel Antonio Mutiozábal, vinculado siempre al Partido Conservador de Antonio Maura, se circunscribió al municipio de Orio. Síndico municipal entre 1897 y 1902, fue alcalde de la localidad por los conservadores entre 1912 y 1915.